# Лорънс (окръг, Илинойс)
Вижте пояснителната страница за други значения на Лорънс.
Окръг Лорънс (на английски: Lawrence County) е окръг в щата Илинойс, Съединени американски щати. Площта му е 969 km², а населението - 15 452 души (2000). Административен център е град Лорънсвил.